# Felipe Silva
Felipe Santos da Costa e Silva (Rio de Janeiro, 1984. augusztus 8. –) brazil válogatott vízilabdázó, az EC Pinheiros bekkje.

## Nemzetközi eredményei
- Pánamerikai játékok bronzérem (Guadalajara, 2011)
- Világliga bronzérem (Bergamo, 2015)
- Világbajnoki 10. hely (Kazany, 2015)
- Pánamerikai játékok ezüstérem (Toronto, 2015)
- Olimpiai 8. hely (Rio de Janeiro, 2016)